# Reacció química

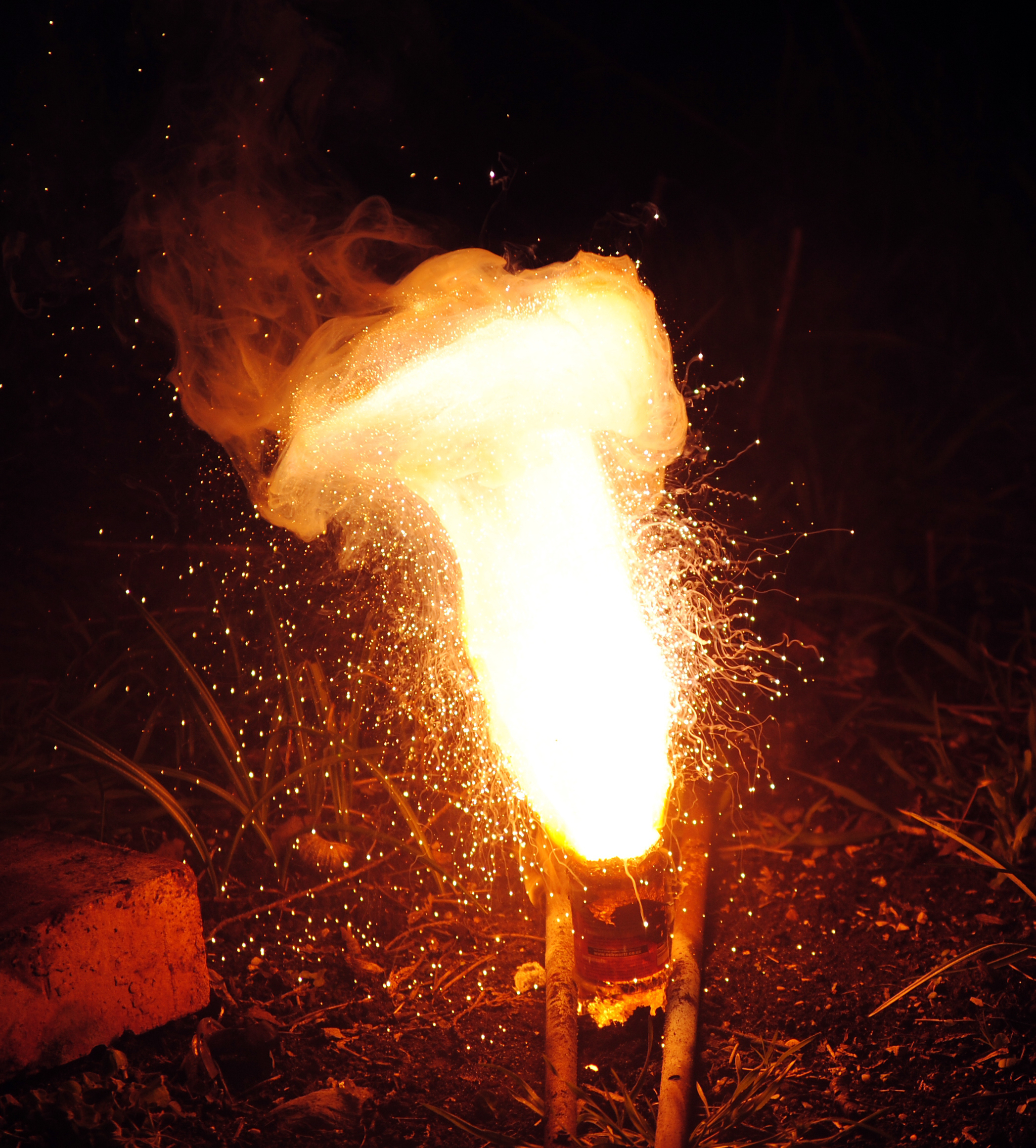
Reacció química de la termita. La termita és una mescla de llimalla d’alumini i un òxid metàl·lic, generalment òxid de ferro(III), emprada en aluminotèrmia per a soldar peces de ferro.

Una reacció química és un procés de transformació d'unes espècies químiques en unes altres per reordenació d'electrons de l'escorça dels àtoms. Els processos que afecten els nuclis atòmics (desintegracions, fissions o fusions) no impliquen electrons de l'escorça, per la qual cosa no són reaccions químiques. Tampoc ho són els canvis d'estat, perquè les substàncies químiques no canvien.
Les espècies químiques presents a l'inici de la reacció s'anomenen reactius, i les que s'obtenen productes de la reacció. El temps que dura una reacció química es rompen alguns enllaços químics i se'n formen de nous. Les reaccions químiques poden desprendre calor o absorbir-ne. S'anomenen reaccions exotèrmiques les que cedeixen calor als seus voltants, i reaccions endotèrmiqueso les que absorbeixen calor del medi que envolta els reactius. En alguns casos absorbeixen o emeten altres formes d'energia, com pot ser lluminosa, un altre tipus de radiació electromagnètica (IR o UV) o corrent elèctric. Les reaccions químiques poden tenir lloc en una sola etapa (reaccions elementals) o en vàries (reacció complexa); en aquest cas es formen espècies químiques intermèdies, sovint prou inestables, que s'anomenen estats de transició. El conjunt de les diferents etapes d'una reacció química s'anomena mecanisme de reacció. La velocitat de reacció, la rapidesa en què els reactius es transformen en productes, depèn de la temperatura i de la concentració de reactius. Poden ser accelerades mitjançant espècies químiques que, globalment, no es transformen, i que s'anomenen catalitzadors; o frenades, amb espècies químiques que s'anomenen inhibidors. Sovint, els reactius no es transformen completament en productes, a mesura que els reactius es transformen en productes també aquests es transformen en els reactius originals. Després d'un temps s'arriba a una situació d'equilibri dinàmic on la velocitat de reacció de reactius a productes s'iguala a la de productes a reactius. Quan s'assoleix aquesta situació hom parla d'equilibri químic.

## Història

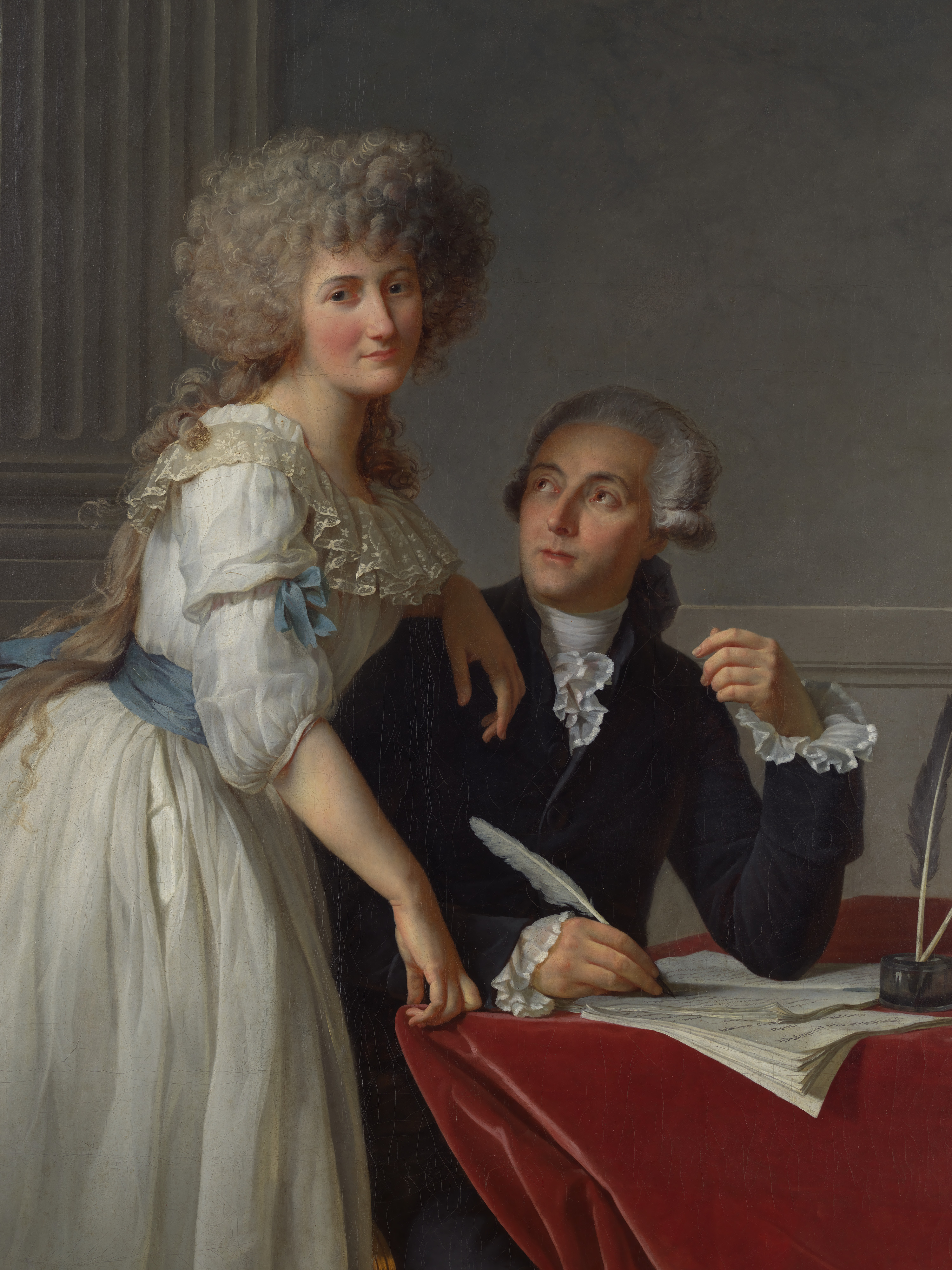
Antoine L. Lavoisier i la seva esposa Marie-Anne-Pierrette Paulze, 1758–1836. Fragment d'un retrat del 1788 de Jacques-Louis David.

El concepte de reacció química es remunta aproximadament a fa 250 anys. Els seus orígens es troben en els experiments primigenis que classificaven les substàncies com a elements i composts, i en les teories que explicaven aquests processos. El desenvolupament del concepte de reacció química tengué un paper primordial en la definició de la ciència de la química tal com la coneixem avui.
Els primers estudis substantius en aquesta àrea se centraren en els gasos. La identificació de l'oxigen al segle xviii pel químic suec Carl Wilhelm Scheele (1742-1786) i el clergue anglès Joseph Priestley (1733-1804) fou una fita important. La influència del químic francès Antoine-Laurent Lavoisier (1743-1794) fou destacada, ja que les seves aportacions confirmaren la importància de les mesures quantitatives dels processos químics. En el seu llibre del 1789 Traité Élémentaire de Chimie, Lavoisier identificà 33 elements químics, substàncies que no es descomponen en entitats més simples, escriví la primera equació química:
i enuncià la llei de conservació de la massa de la següent manera:
| «                                              | ...car res no es crea, ni en les operacions de l'art, ni en les de la natura, i hom pot establir com a principi que, en tota operació, hi ha una quantitat igual de matèria abans i després de l'operació; que la qualitat i la quantitat dels principis és la mateixa, i que només hi ha canvis, modificacions. | » |
| — A.L. Lavoisier, Traité Élémentaire de Chimie | |   |

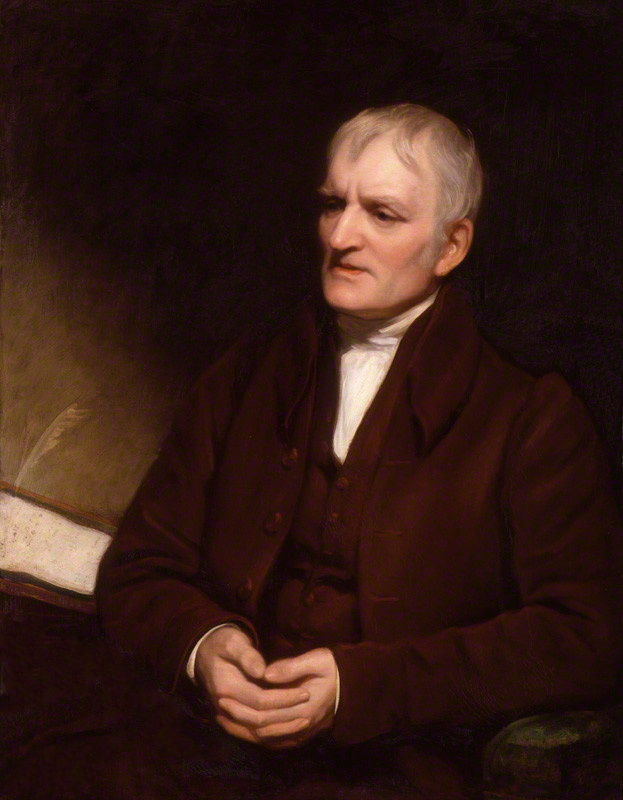
John Dalton retrat del 1835 de Thomas Phillips.

Entre els seus nombrosos descobriments, Lavoisier mesurà amb precisió la massa guanyada quan els elements s'oxidaven, i atribuí correctament el resultat a la combinació de l'element amb l'oxigen. El concepte de reaccions químiques que impliquen la combinació d'elements emergí clarament dels seus escrits, i el seu enfocament portà altres a prosseguir la química experimental com una ciència quantitativa.
Un altre esdeveniment d'importància històrica pel que fa a les reaccions químiques fou el desenvolupament de la teoria atòmica. En aquest sentit, gran part del mèrit recau en el químic anglès John Dalton (1866-1844), qui postulà la seva teoria atòmica a principis del segle xix. Dalton sostenia que la matèria està composta de partícules petites i indivisibles, els àtoms. Els àtoms de cada element eren únics i les reaccions químiques implicaven la reorganització dels àtoms per formar noves substàncies. Aquesta visió de les reaccions químiques defineix amb precisió el tema actual. La teoria de Dalton proporcionà una base per comprendre els resultats dels experimentalistes anteriors, incloent-hi la llei de conservació de la massa de Lavoisier (la matèria no es crea ni es destrueix) i la llei de les proporcions definides del francès Joseph Louis Proust (1754-1826) (totes les mostres d'una substància tenen composicions elementals idèntiques).
Així, l'experiment i la teoria, els dos pilars fonamentals de la ciència química al món modern, definiren conjuntament el concepte de reaccions químiques. Avui dia, la química experimental proporciona innombrables exemples, i la química teòrica permet una comprensió del seu significat.

## Conservació de la massa
Els químics ordinàriament treballen amb quantitats ponderables d'elements i composts. Per exemple, en l'equació:
{\displaystyle {\ce {Fe(s) + S(s) -> FeS(s)}}}
el símbol Fe representa 55,845 grams de ferro, S representa 32,066 grams de sofre i FeS representa 87,911 grams de sulfur de ferro(II). Com que la matèria no es crea ni es destrueix en una reacció química, la massa total dels reactius és la mateixa que la massa total dels productes (llei de conservació de la massa). Si s'utilitza alguna altra quantitat de ferro, diguem-ne, una dècima part (5,585 grams), només es pot consumir una dècima part de sofre (3,207 grams) i només es produeix una dècima part de sulfur de ferro(II) (8,791 grams). Si inicialment hi havia 32,066 grams de sofre amb 5,585 grams de ferro, llavors quedarien 28,859 grams de sofre quan la reacció s'hagués completat. El reactiu que es consumeix completament primer i que, per tant, limita la quantitat de producte que es pot formar es coneix com a reactiu limitant.
La relació de reactius i productes en una reacció química s'anomena estequiometria. L'estequiometria depèn del fet que la matèria es conserva en els processos químics, i els càlculs que donen relacions de massa es basen en el concepte de mol, la unitat de quantitat de substància. Un mol de qualsevol element o compost conté el mateix nombre d'àtoms o molècules, respectivament, que un mol de qualsevol altre element o compost. Per acord internacional, un mol de l'isòtop més comú del carboni (carboni 12) té una massa exactament de 12 grams (això s'anomena massa molar) i representa 6,022 1 × 1023 àtoms (constant d'Avogadro). Un mol de ferro conté 55,847 grams; un mol de metà conté 16,043 grams; un mol d'oxigen molecular equival a 31,999 grams; i un mol d'aigua és de 18,015 grams. Cadascuna d'aquestes masses representa 6,022 1 × 1023 molècules.

## Reacció química a escala microscòpica
Un canvi químic fàcil d'observar es produeix quan es talla una poma per la meitat i deixant-la exposada a l'aire. En uns quants minuts, la superfície de la fruita s'enfosqueix perquè algunes de les substàncies que la formen reaccionen amb l'oxigen de l'aire i es transformen en altres de noves. Es pot retardar l'enfosquiment si s'humiteja la superfície que està tallada amb suc de llimona. La vitamina C que hi ha al suc de llimona és un antioxidant natural.

Representació del procés a escala atòmica de la reacció de combustió del metà.

La reacció del metà (CH4, un component majoritari del gas natural) amb oxigen molecular O2 per produir diòxid de carboni CO2 i aigua es pot representar mitjançant l'equació química, on totes les espècies són gasos que se simbolitza per (g):
{\displaystyle {\ce {CH4(g) + 2 O2(g) -> CO2(g) + 2 H2O(g)}}}
En reaccions sota condicions normals de laboratori, la matèria no es crea ni es destrueix, i els elements no es transformen en altres elements. Per tant, les equacions que representen reaccions han d'estar equilibrades; és a dir, el mateix nombre d'àtoms de cada mena ha d'aparèixer en costats oposats de l'equació. En aquesta equació química el nombre 2 que precedeix O2 i H2O és un coeficient estequiomètric (el nombre 1 que precedeix CH4 i CO2 està implícit.) Això indica que una molècula de metà reacciona amb dues molècules d'oxigen per produir una molècula de diòxid de carboni i dues molècules d'aigua. L'equació està equilibrada perquè el mateix nombre d'àtoms de cada element apareix a banda i banda de l'equació (aquí un carboni, quatre hidrògens i quatre oxígens). El nombre d'àtoms de cada tipus es conserva en una reacció química.

## Energia de les reaccions químiques
Una reacció química implica un canvi d'energia (o calor) del sistema, en passar de reactius a productes. Una reacció és exotèrmica si allibera energia, i endotèrmica si cal aportar-li energia perquè tingui lloc. Des d'un punt de vista termodinàmic, també cal tenir en compte el canvi d'entropia per predir si una reacció és espontània o no a una determinada temperatura.
L'energia exerceix un paper crucial en els processos químics. D'acord amb la concepció moderna de les reaccions químiques, els enllaços entre els àtoms dels reactius han de ser trencats, i els àtoms o fragments de molècules es reassemblen en productes mitjançant la formació de nous enllaços. S'absorbeix energia per a la ruptura d'enllaços, i s'allibera energia durant la formació d'aquests. En algunes reaccions, l'energia requerida per al trancament dels enllaços és superior a l'energia despresa en la formació dels nous, i el resultat net és l'absorció d'energia. Aquesta mena de reacció es denomina endotèrmica si l'energia es manifesta en forma de calor. L'antònim d'endotèrmic és exotèrmic; en una reacció exotèrmica, s'allibera energia en forma de calor. Els termes més generals exoèrgic (energia alliberada) i endoèrgic (energia requerida) s'utilitzen quan intervenen formes d'energia diferents de la calor.
La quantificació de la calor despresa o absorbida en una reacció química és fa mitjançant l'entalpia de reacció, simbolitzada {\displaystyle \Delta _{r}H}. L'entalpia {\displaystyle H} és una funció d'estat igual a la suma de l'energia interna {\displaystyle U} més el producte de la pressió pel volum {\displaystyle pV} d'un sistema: {\textstyle H=U+pV}. En els processos a pressió constant, com és el cas de les reaccions químiques que es realitzen a pressió atmosfèrica, la variació d'entalpia és igual a la quantitat de calor absorbida o cedida per un sistema.

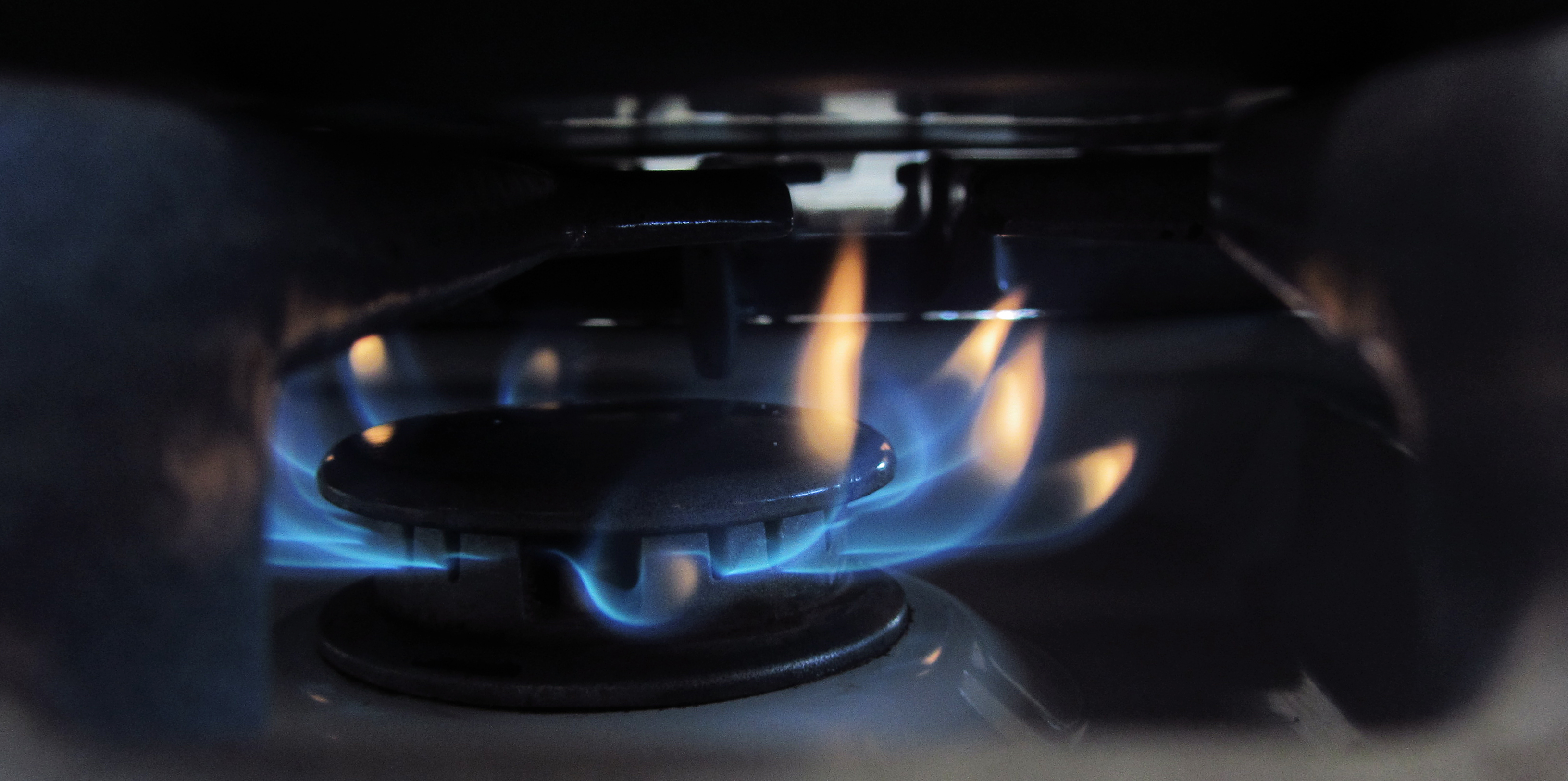
Flama d'un cremador de butà d'una cuina.

Un gran nombre de reaccions comunes són exotèrmiques i tenen una entalpia de reacció negativa ({\displaystyle \Delta _{r}H<0}), ja que els reactius perden energia que es desprèn en forma de calor. La formació de composts a partir dels elements constituents és gairebé sempre exotèrmica. La formació d'aigua a partir d'hidrogen i oxigen moleculars i la formació d'un òxid metàl·lic com l'òxid de calci CaO a partir de calci metàl·lic i oxigen gasós en són exemples. Entre les reaccions exotèrmiques àmpliament reconegudes es troba la combustió de combustibles, com la reacció del butà amb l'oxigen emprada per a cuinar o en estufes catalítiques. Cada mol de butà, en cremar-se, desprèn 2 877,6 kJ de calor:
{\displaystyle {\rm {C_{4}H_{10}(g)+{\tfrac {13}{2}}O_{2}(g)\longrightarrow 4CO_{2}(g)+5H_{2}O(g)\quad \Delta _{r}{\mathit {H}}=-2\,877,\!6\ kJ/mol}}}

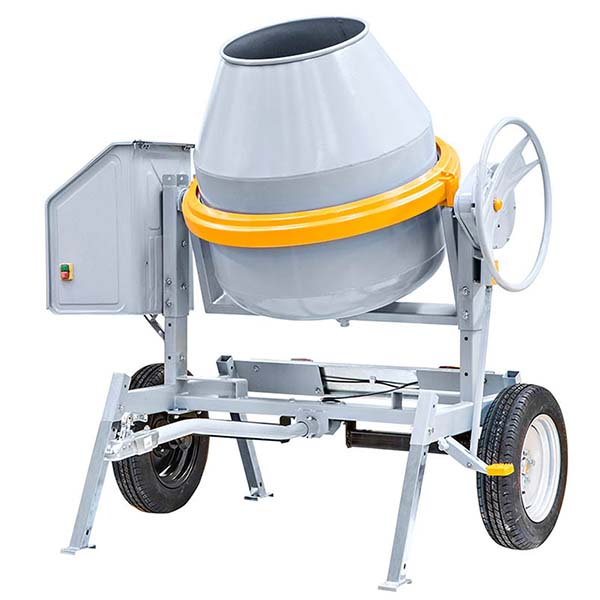
A les formigoneres es produeix una reacció exotèrmica.

La formació de calç apagada, que és hidròxid de calci Ca(OH)2, quan s'afegeix aigua a la calç viva, o òxid de calci CaO, és exotèrmica:
{\displaystyle {\ce {CaO(s) + H2O(l) -> Ca(OH)2(s)}}}
Aquesta reacció té lloc quan s'afegeix aigua al ciment pòrtland sec per a la fabricació de formigó, i l'alliberament d'energia en forma de calor és evident perquè la mescla s'escalfa lleugerament.

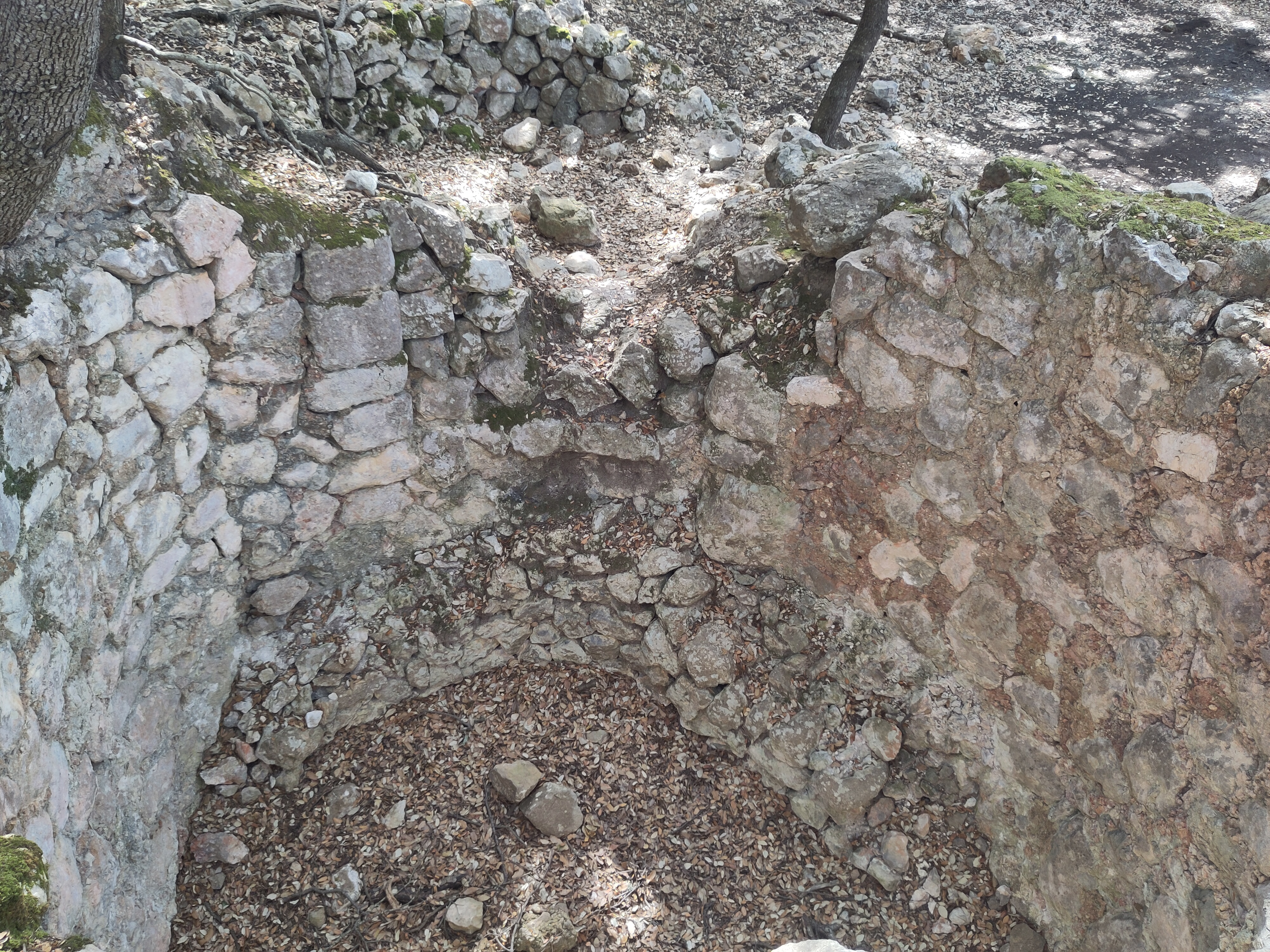
Forn de calç a son Rutlan, Deià, Mallorca.

No totes les reaccions són exotèrmiques o exoèrgiques. Uns quants composts, com el diòxid de nitrogen NO2 i la hidrazina N2H4, requereixen un aport d'energia quan es formen a partir dels elements. L'entalpia d'aquestes reaccions (en aquests casos s'anomena específicament entalpia de formació)  és positiva ({\displaystyle \Delta _{r}H>0}) ja que els reactius absorbeixen calor per tranformar-se en productes.
{\displaystyle {\rm {{\tfrac {1}{2}}N_{2}(g)+O_{2}(g)\longrightarrow NO_{2}(g)\quad \Delta _{r}{\mathit {H}}=+33,\!48\ kJ/mol}}}{\displaystyle {\rm {\ N_{2}(g)+2H_{2}(g)\longrightarrow N_{2}H_{4}(l)\quad \Delta _{r}{\mathit {H}}=+50,\!63\ kJ/mol}}}
La descomposició de la pedra calcària, formada per carbonat de calci CaCO3, per a obtenir calç viva o òxid de calci CaO, és també un procés endotèrmic; és necessari escalfar la pedra calcària a una temperatura elevada perquè aquesta reacció tingui lloc. Aquesta reacció era la que s'emprava als antics forns de calç on s'aportava energia en forma de calor obtingut amb la combustió de llenya d'alzina:
{\displaystyle {\rm {CaCO_{3}(s)\longrightarrow CaO(s)+CO_{2}(g)}}}

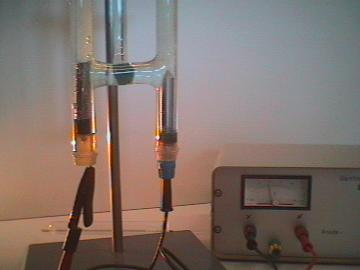
Electròlisi de l'aigua.

La descomposició de l'aigua en els seus elements mitjançant el procés d'electròlisi és un altre procés endoèrgic. S'utilitza energia elèctrica en lloc d'energia calorífica per a dur a terme aquesta reacció. És un dels mètodes per obtenir hidrogen, que si l'energia prové de fonts renovables s'anomena hidrogen verd:
{\displaystyle {\rm {2H_{2}O(g)\longrightarrow 2H_{2}(g)+O_{2}(g)}}}
Generalment, l'alliberament de calor en una reacció afavoreix la conversió dels reactius en productes. No obstant això, l'entropia (simbolitzada {\displaystyle S}) és un factor important per a determinar la favorabilitat d'una reacció. L'entropia és una mesura del nombre de maneres en què l'energia es pot distribuir en qualsevol sistema. L'entropia explica el fet que no tota l'energia disponible en un procés es pot manipular per a realitzar treball.

Una reacció química afavorirà la formació de productes si la suma dels canvis en l'entropia del sistema de reacció i el seu entorn és positiva. N'és un exemple la combustió de la fusta. La fusta té una entropia baixa perquè és una estructura ordenada. Quan la fusta es crema, produeix cendres, així com les substàncies d'alta entropia diòxid de carboni gasós i vapor d'aigua. L'entropia del sistema reaccionant augmenta durant la combustió. Igualment important és que l'energia calorífica transferida per la combustió al seu entorn augmenta l'entropia en l'entorn. La suma dels canvis d'entropia per a les substàncies de la reacció i l'entorn és positiva, i la reacció està afavorida cap als productes.

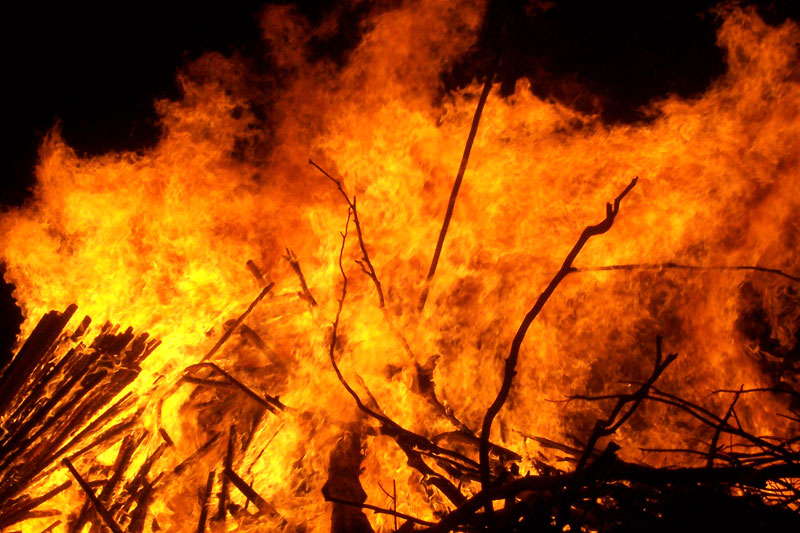
La llenya es crema amb l'oxigen de l'aire de forma ràpida. Augmenta l'entropia perquè els productes tenen un major desordre que els reactius.

Quan l'hidrogen i l'oxigen reaccionen per a formar aigua, l'entropia dels productes és inferior a la dels reactius. No obstant això, la disminució d'aquesta entropia es veu compensada per l'augment de l'entropia de l'entorn a causa de la calor transferida a aquest per la reacció exotèrmica. Novament, a causa de l'augment global de l'entropia, la combustió de l'hidrogen està afavorida cap als productes.
Per considerar tant la variació d'entalpia com la d'entropia el químic estatunidenc Josiah W. Gibbs (1839-1903) definí la funció d'estat entalpia lliure o energia lliure de Gibbs com {\displaystyle G=H-TS}. Per auna reacció química la variació d'entalpia lliure {\displaystyle \Delta _{r}G} a una temperatura determinada {\displaystyle T} és:
{\displaystyle \Delta _{r}G=\Delta _{r}H-T\Delta _{r}S}

## Cinètica de les reaccions químiques

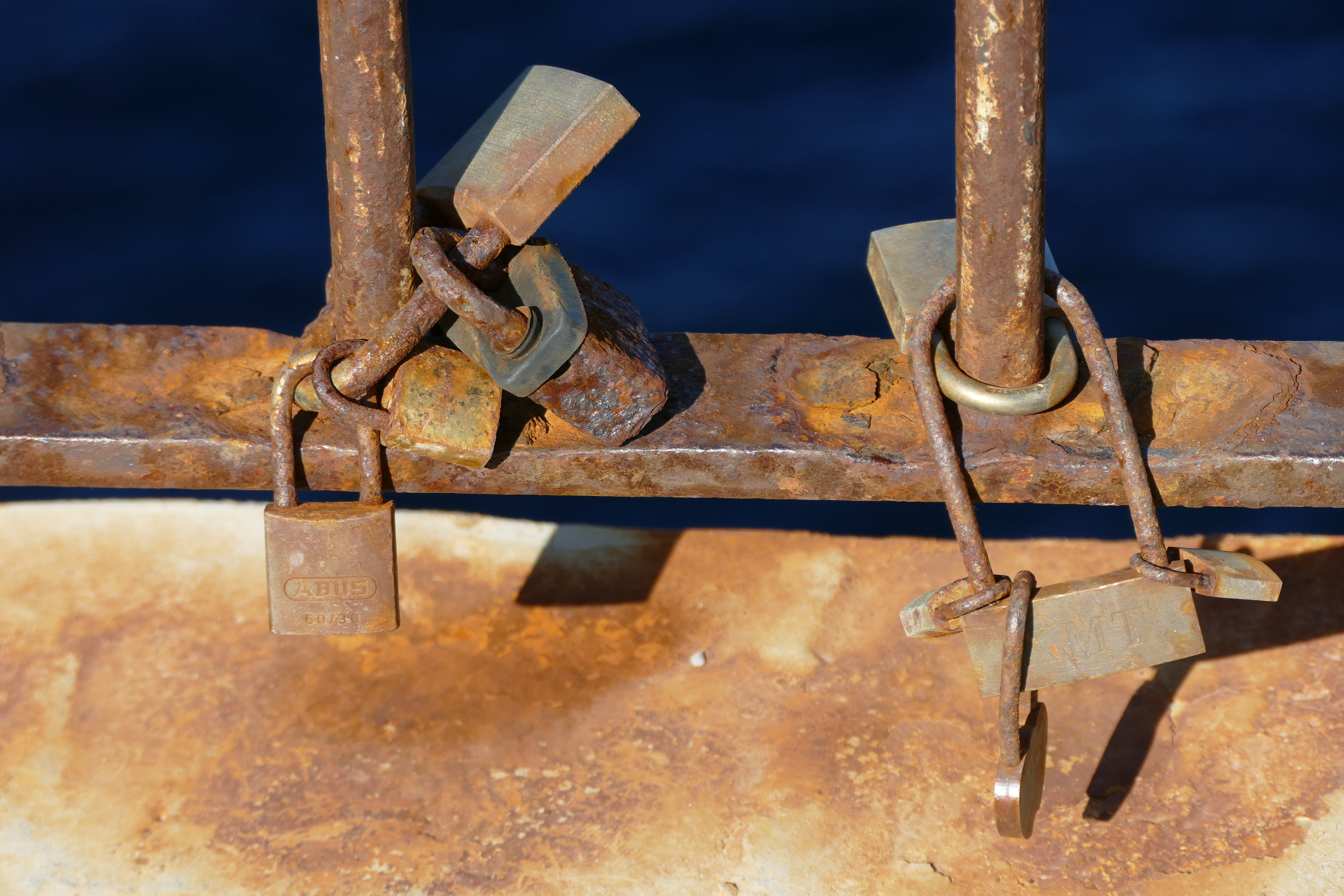
El ferro s'oxida lentament per reacció amb l'oxigen de l'aire.

Les reaccions químiques es produeixen a una velocitat determinada, anomenada velocitat de reacció, que depèn del tipus de reacció, de la temperatura, de l'estat d'agregació dels reactius i de si el sistema conté un catalitzador que acceleri la reacció. Hi ha reaccions ràpides, com les de combustió dels hidrocarburs; i d'altres de lentes, com la d'oxidació del ferro. La velocitat de reacció expressa els mols d'una substància que s'han produït o consumit en una reacció durant un segon. La velocitat de reacció no és constant i disminueix amb el temps. Per a una reacció general {\textstyle {\ce {aA + bB -> cC}}} es calcula com:
{\displaystyle v=-{\frac {1}{a}}{\operatorname {d} [A] \over \operatorname {d} \!t}=-{\frac {1}{b}}{\operatorname {d} [B] \over \operatorname {d} \!t}={\frac {1}{c}}{\operatorname {d} [C] \over \operatorname {d} \!t}}

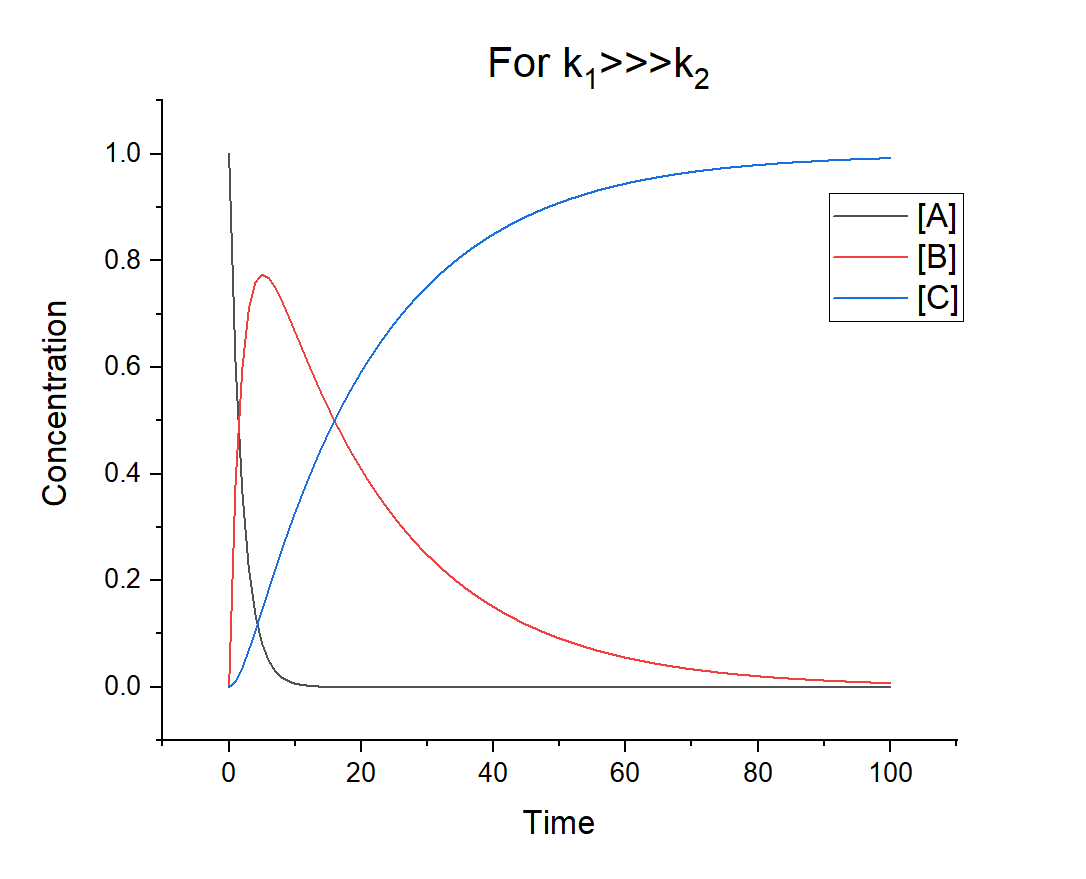
Variació de les concentracions de reactius i productes en funció del temps.

S'anomena equació de velocitat l'equació diferencial empírica que relaciona la velocitat d'una reacció {\displaystyle v} amb les concentracions, en un instant determinat, de totes les espècies que hi participen. L'equació de velocitat de nombroses reaccions és del tipus:
{\displaystyle v=k{\rm {[A]^{x}[B]^{y}\ldots }}}
en què {\displaystyle k} és la constant de velocitat, {\displaystyle {\rm {[A]}}}, {\displaystyle {\rm {[B]}}}... són les concentracions de les espècies que participen en la reacció i {\displaystyle x}, {\displaystyle y}... són els ordres de reacció respectius de les espècies (0, 1, 2). Un cop coneguda l'equació de velocitat d'una reacció i el seu coeficient de velocitat, es pot predir la velocitat de reacció a partir de la composició de la mescla reactant. A més, si s'integra l'equació diferencial que constitueix l'equació de velocitat, s'obté l'equació de velocitat integrada, amb la qual es pot predir l'evolució de la composició de la mescla en el temps, a mesura que transcorre la reacció.

## Equilibri químic

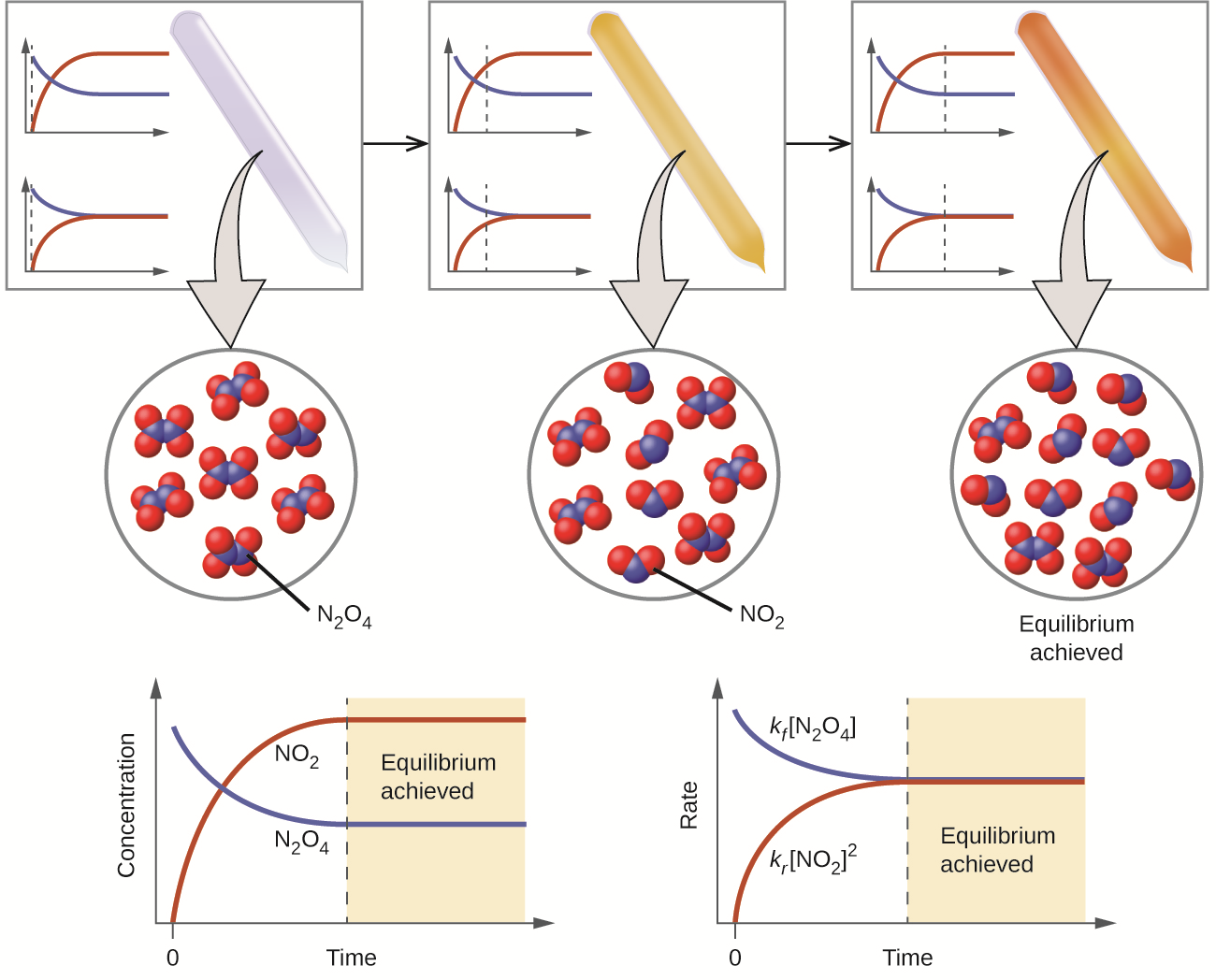
En la reacció de descomposició del tetraòxid de dinitrogen N_{2}O_{4} (incolor) en diòxid de nitrogen NO_{2} (marró) les concentracions canvien amb el temps fins a assolir l'equilibri, on ja romanen constants. Les velocitats van canviant fins que resten constants a l'equilibri.

Hom parla d'equilibri químic per referrir-se a la condició en el decurs d'una reacció química reversible en la qual no s'observa cap variació neta en les quantitats de reactius i productes. Una reacció química reversible és aquella en què els productes, tan aviat com es formen, reaccionen per generar novament els reactius originals. En l'estat d'equilibri, les dues reaccions oposades es produeixen a velocitats o taxes idèntiques, i per tant, no hi ha cap canvi resultant en les quantitats de les substàncies involucrades. En aquest punt, la reacció es pot considerar completada; és a dir, per a unes condicions de reacció específiques, s'ha assolit la conversió màxima de reactius a productes.
Les condicions inherents a l'equilibri poden ser objecte d'una formulació quantitativa. Per exemple, per a la reacció reversible {\displaystyle 2A\rightleftharpoons B+C}, on {\displaystyle \rightleftharpoons } indica reversible, la velocitat de la reacció cap a la dreta ve donada per l'expressió matemàtica {\textstyle v_{1}=k_{1}[A]^{2}}, on {\textstyle k_{1}} és la constant de velocitat de reacció i el símbol entre claudàtors representa la concentració molar del reactiu {\displaystyle A} (mol/L). De la mateixa manera, la velocitat de la reacció cap a l'esquerra és {\textstyle v_{2}=k_{2}[B][C]}. En l'equilibri s'igualen les velocitats, per tant:
{\displaystyle k_{1}[A]_{e}^{2}=k_{2}[B]_{e}[C]_{e}}o bé,
{\displaystyle {\frac {k_{1}}{k_{2}}}={\frac {[B]_{e}[C]_{e}}{[A]_{e}^{2}}}=K_{c}}
El subíndex {\displaystyle e} denota que les concentracions són les de l'equilibri. Per a una reacció donada, sota unes condicions específiques de temperatura i pressió, la relació entre les quantitats de productes i reactius presents en l'equilibri, elevades cadascuna a la seva potència respectiva, és una constant, designada com a constant d'equilibri de la reacció i representada pel símbol {\displaystyle K_{c}} (constant en funció de concentracions). En el cas de gasos, s'utilitzen pressions parcials en lloc de concentracions molars en les equacions anteriors i se simbolitza per {\displaystyle K_{p}}. Aquesta constant es pot relacionar amb l'entalpia lliure estàndard de la reacció {\displaystyle \Delta G^{\ominus }} amb l'equació:
{\displaystyle K_{p}=e^{\frac {-\Delta G^{\ominus }}{RT}}}
Quan {\displaystyle K_{c}} o {\displaystyle K_{p}} és molt elevada, els productes predominen i la reacció progressa ràpidament fins a assolir l'equilibri. Quan {\displaystyle K_{c}} o {\displaystyle K_{p}} és molt baixa, els reactius són majoritaris i la reacció es desenvolupa molt lentament.
El valor de la constant d'equilibri varia amb la concentració molar, la temperatura i la pressió d'acord amb el principi de Le Châtelier, que postula que qualsevol alteració en aquestes condicions desplaçarà l'equilibri en la direcció que contraresti l'efecte del canvi. Per exemple, si s'incrementa la concentració d'un reactiu, la reacció evolucionarà per transformar l'excés de reactiu en producte fins a restablir l'equilibri. Si la pressió augmenta, la reacció directa esdevindrà més ràpida fins a aconseguir un nou estat d'equilibri. En relació amb els increments de temperatura, per a una reacció exotèrmica (que desprèn calor), la constant d'equilibri disminueix, mentre que per a una reacció endotèrmica (que absorbeix calor), la constant d'equilibri augmenta.

## Reaccions elementals i complexes

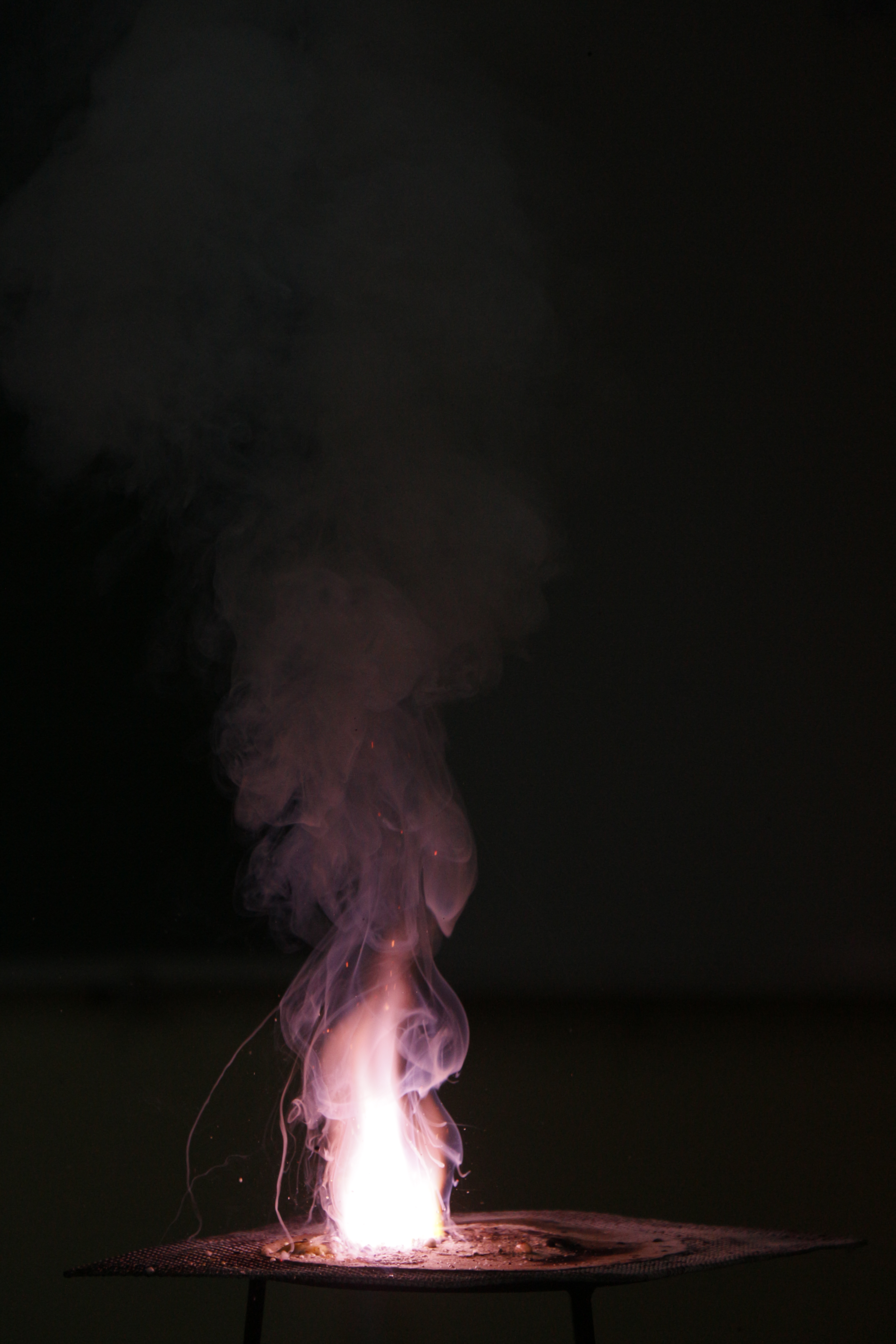
Reacció de síntesi del sulfur de zinc ZnS per reacció de sofre S amb zinc Zn.

Des del punt de vista del nombre de passos implicats, les reaccions són classificades en elementals, quan transcorren en un sol pas, i complexes, si en tenen més d'un.

La reacció de substitució S_{N}2 del bromoetà en medi bàsic per produir etanol té lloc en una sola etapa a través d'un complex activat on el carboni presenta cinc enllaços.

S'anomenen reaccions elementals les que es desenvolupen en una sola etapa. En un sentit microscòpic, la reacció elemental és un procés químicament irreduïble, en el qual ocorre un canvi concertat, mitjançant el qual es passa directament d’un estat estacionari a un altre, sense la intervenció de cap intermedi. Aquestes reaccions avancen a través de la formació d'un sol complex activat i només cal superar una barrera energètica. Es representen en una sola equació química. La reacció del bromoetà amb hidròxid de sodi n'és un exemple:
{\displaystyle {\ce {CH3CH2Br + NaOH -> CH3CH2OH + NaBr}}}

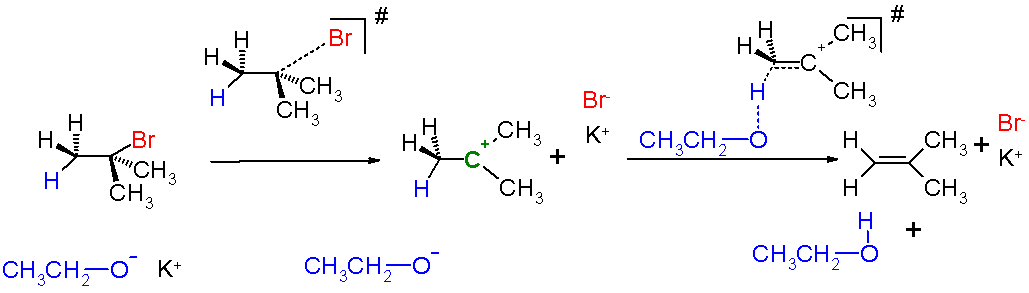
La reacció d'eliminació E1 del 2-bromo-2-metilpropà per a donar metilpropè, per acció de l'acetat de potassi, té lloc en dues etapes, hi ha dos estats de transició i un intermediari de reacció entre ells.

Les reaccions complexes, reaccions compostes o reaccions per etapes, són reaccions químiques on hi ha implicades al menys dues reaccions elementals consecutives i un intermediari de reacció. Aquests intermediaris són molècules que apareixen en el mecanisme de la reacció, però, com que tenen una vida efímera, no apareixen en l'equació global. També hom pot dir que se superen almenys dues barreres energètiques. S'expressa en diverses equacions químiques o una de global que representa l'estat inicial i el final del conjunt de les reaccions, però no explica com ha transcorregut la reacció. És el cas de la reacció de transformació de l'ozó en oxigen {\textstyle {\ce {2O3 -> 3 O2}}} que té lloc en dues etapes que, sumades, donen l'equació global:
{\displaystyle {\begin{aligned}\mathrm {O_{3}\longrightarrow O_{2}+O} \\\mathrm {O+O_{3}\longrightarrow 2O_{2}} \\\hline \mathrm {2O_{3}\longrightarrow 3O_{2}} \end{aligned}}}

## Tipus de reaccions
El gran nombre de reaccions químiques possibles fa necessària una classificació d’aquestes en diversos tipus generals. Al llarg del procés històric del desenvolupament de la química, hom ha establert classificacions obeint a criteris molt diversos. Però la complexitat del procés global de la reacció química i la variabilitat dels punts de vista des dels quals hom l’ha enfocat, han fet impossible l’establiment d’una classificació d’abast general. A continuació hi ha diferents tipus que no són excluients ja que la majoria de reaccions químiques podrien incloure's en varis tipus.

### Segons el tipus d'interacció entre els reactius i el producte resultant

#### Reacció de síntesi

Tipus de reaccions químiques. De dalt a baix: reacció de combinació o síntesi, reacció de descomposició, reacció de desplaçament i reacció de doble desplaçament.

Les reaccions de síntesi són aquelles en les quals es forma una substància a partir de dos o més reactius. Per exemple, la reacció entre zinc i sofre per formar sulfur de zinc ZnS. L'equació equilibrada per a la reacció zinc-sofre mostra que un àtom de zinc pot reaccionar amb un àtom de sofre per donar una unitat de fórmula de sulfur de zinc:
{\displaystyle {\ce {Zn(s) + S(s) -> ZnS (s)}}}

#### Reacció de descomposició
Les reaccions de descomposició són aquelles en les quals una substància es descompon en unes altres de més senzilles. Generalment, les reaccions de descomposició requereixen una aportació energètica. Per exemple, la descomposició electrolítica de l'aigua permet d'obtenir oxigen O2 i hidrogen H2 en estat gasós.
{\displaystyle {\ce {2 H2O (l) -> 2 H2 (g) + O2 (g)}}}

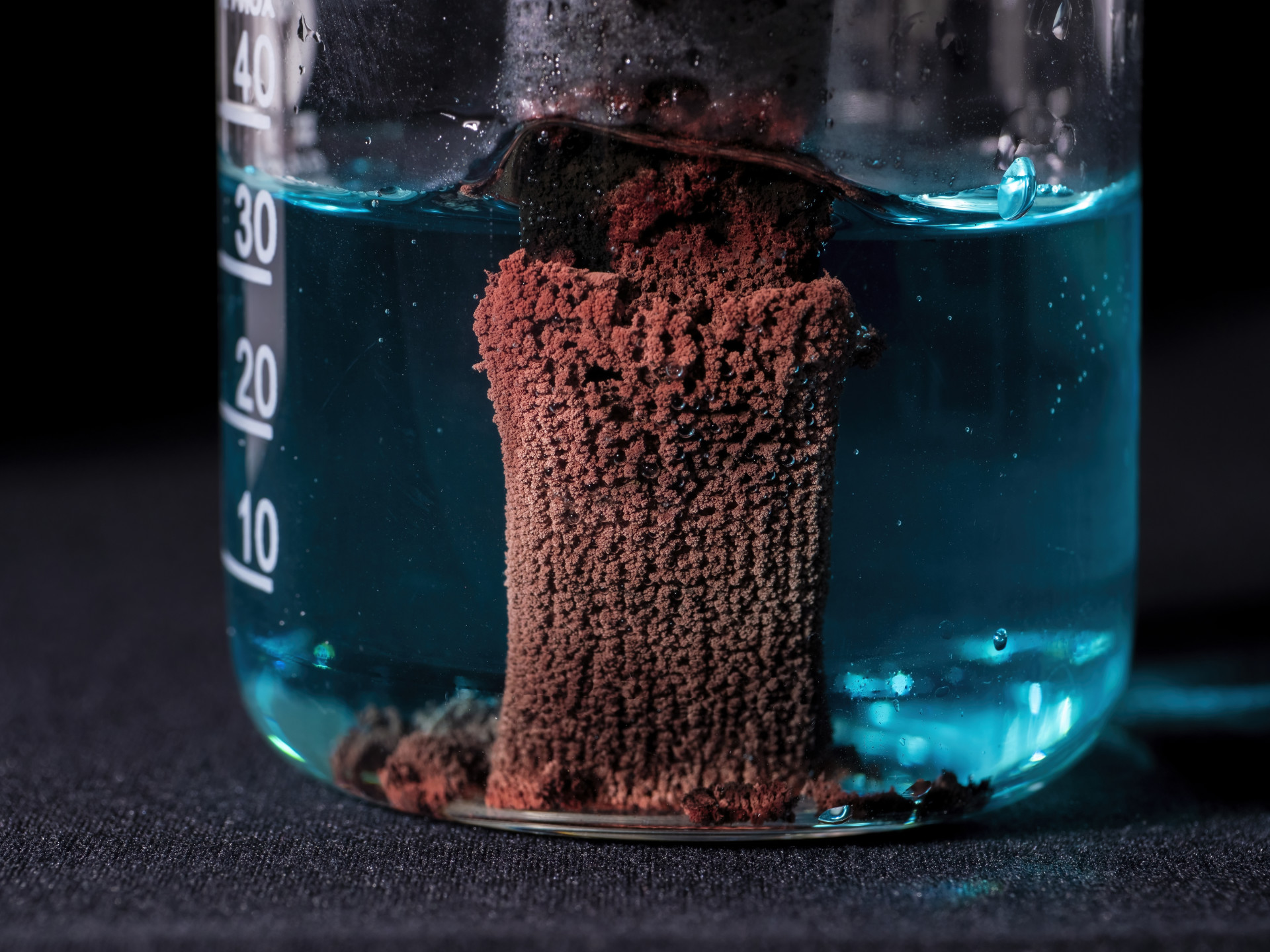
Reacció de desplaçament entre el zinc Zn i el sulfat de coure(II) CuSO_{4} que dona un dipòsit vermellós de coure metàl·lic Cu i sulfat de zinc ZnSO_{4} en dissolució.

També la descomposició per efecte de la calor del carbonat de calci CaCO3 per a obtenir òxid de calci CaO i diòxid de carboni CO2:
{\displaystyle {\rm {CaCO_{3}(s)\longrightarrow CaO(s)+CO_{2}(g)}}}

#### Reacció de desplaçament

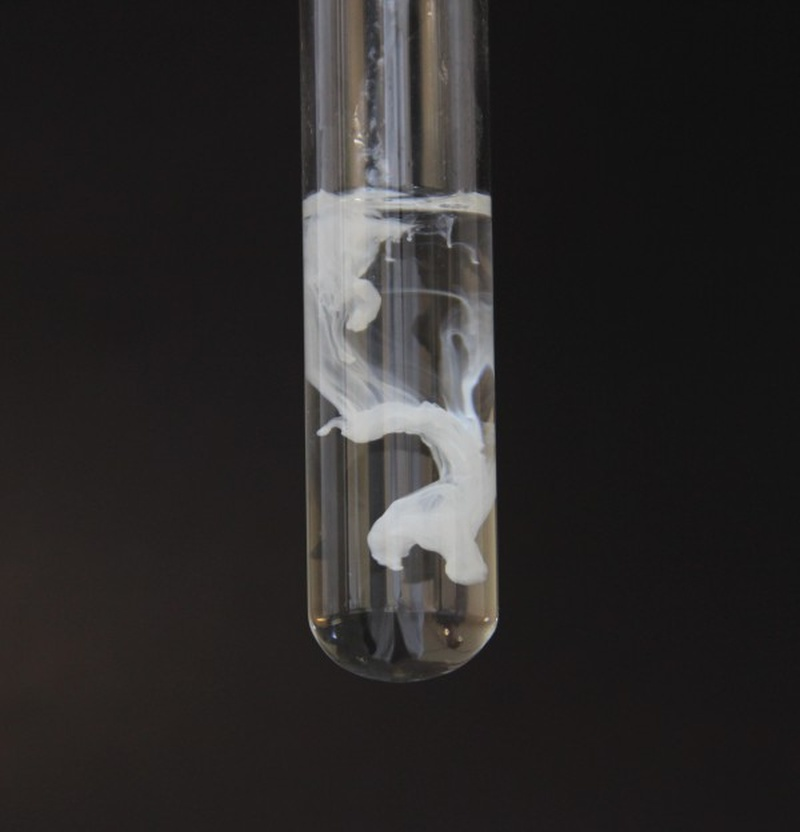
Formació de clorur d'argent AgCl en una reacció de doble desplaçament. És de color blanc i insoluble (precipita).

Les reaccions de desplaçament són aquelles en les quals hi ha una substitució d'un àtom que forma part d'una molècula per un altre àtom que estava sol, alliberant-se un dels àtoms que a l'inici formava part de la molècula. No sempre reacciona un àtom sol, en poden ser més segons les relacions d'estequiometria dels composts. Utilitzem la paraula "sol" per referir-nos a aquell àtom que no forma part de cap molècula. Per exemple, la reacció entre zinc metàl·lic Fe i sulfat de coure(II) CuSO4 provoca un intercanvi entre els dos àtoms metàl·lics (zinc i coure), donant lloc a la formació de sulfat de zinc ZnSO4 i coure metàl·lic Cu.
{\displaystyle {\ce {Zn (s) + CuSO4 (aq) -> Cu (s) + ZnSO4 (aq)}}}

#### Reacció de doble desplaçament
Les reaccions de doble desplaçament són aquelles en les quals els àtoms o ions components de les substàncies reaccionen i intercanvien la posició en aquestes substàncies. Per exemple, el nitrat d'argent AgNO3 reacciona amb el clorur de sodi NaCl i es forma clorur d'argent AgCl, insoluble i precipita (simbolitzat {\displaystyle \downarrow }), i nitrat de sodi NaNO3. De manera simplificada, podem dir que l'argent Ag i el sodi Na s'han intercanviat de posició.
{\displaystyle {\ce {AgNO3(aq) + NaCl(aq) -> AgCl(s)v + NaNO3(aq)}}}

### Reaccions amb formació de gasos

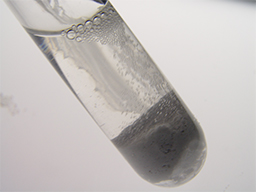
Carbonat d'estronci SrCO_{3} reaccionant amb àcid nítric amb despreniment de diòxid de carboni.

Nombroses reaccions químiques generen productes gasosos, tals com el diòxid de carboni CO2, el sulfur d'hidrogen H2S, l'amoníac NH3 o el diòxid de sofre SO2. Un exemple il·lustratiu d'una reacció amb formació de gasos és la que es produeix quan un carbonat metàl·lic, com ara el carbonat de calci CaCO3, component principal de la pedra calcària, les conquilles marines i el marbre, es combina amb àcid clorhídric HCl (clorur d'hidrogen en dissolució aquosa, simbolitzada (aq)) per a generar diòxid de carboni:
{\displaystyle {\rm {CaCO_{3}(s)+2\ HCl(aq)\longrightarrow CaCl_{2}(aq)+CO_{2}(g)+H_{2}O(l)}}}

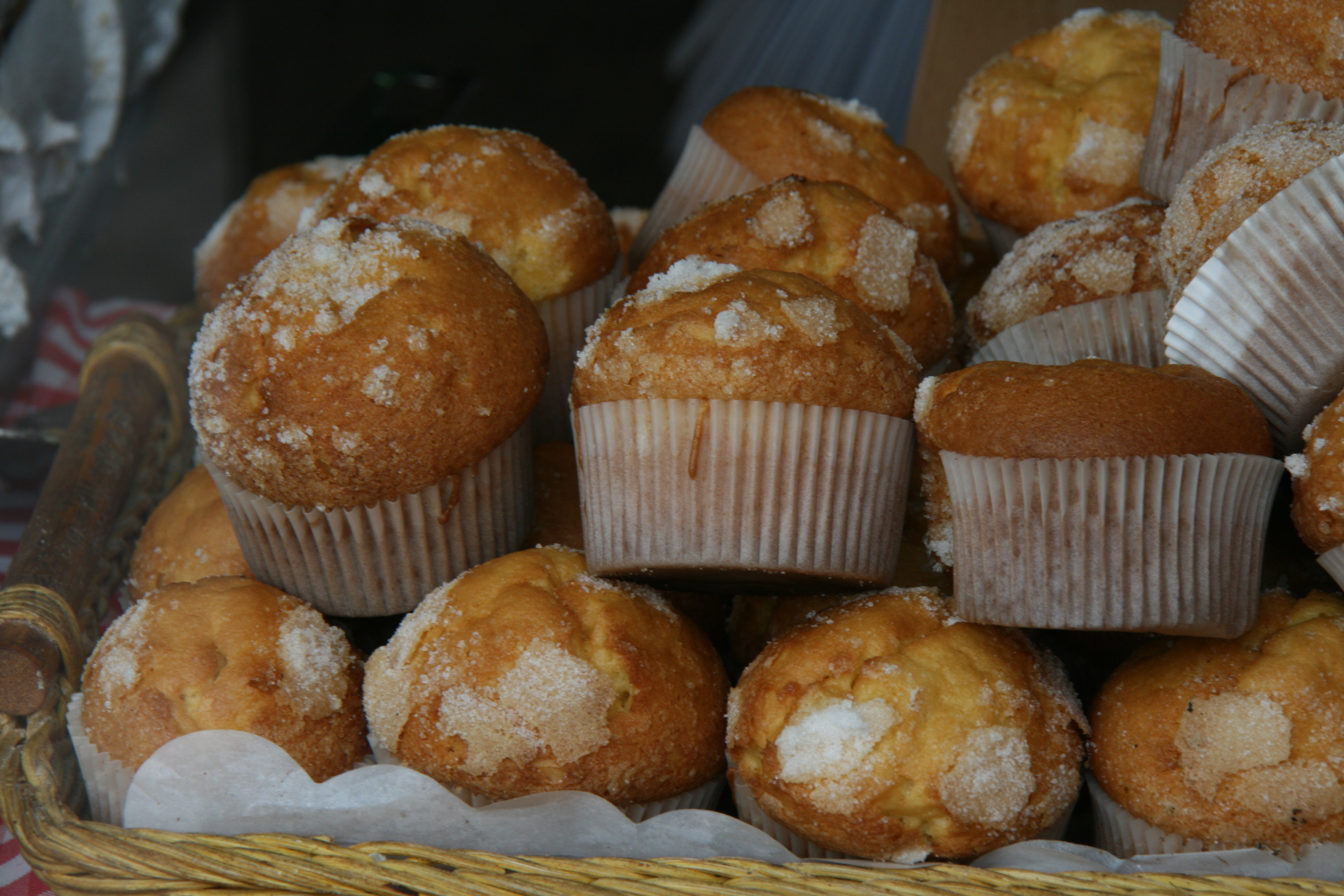
Les magdalenes s'elaboren amb llevat químic que produeix diòxid de carboni CO_{2}.

L'augment de volum de la massa de pastisseria és causat per una reacció, que genera diòxid de carboni, entre un àcid i l'hidrogencarbonat de sodi NaHCO3. L'àcid tartàric C4H6O6, un àcid present en nombrosos aliments, actua sovint com a reactant àcid. La reacció, que també és del tipus àcid-base, produeix, a més del diòxid de carboni, aigua i tartrat de sodi NaC4H5O6:
{\displaystyle {\rm {C_{4}H_{6}O_{6}(aq)+NaHCO_{3}(aq)\longrightarrow NaC_{4}H_{5}O_{6}(aq)+H_{2}O(l)+CO_{2}(g)}}}
La majoria dels llevats químics comercials contenen tant àcid tartàric (codi alimentari E334) com hidrogencarbonat de sodi (codi E550 ii), separats per midó com a excipient inert. Quan el llevat químic s'incorpora a la massa humida, l'àcid i l'hidrogencarbonat es dissolen parcialment, entren en contacte i reaccionen. Com a resultat, es produeix diòxid de carboni, provocant l'expansió de la massa amb buits que són bombolles de diòxid de carboni.

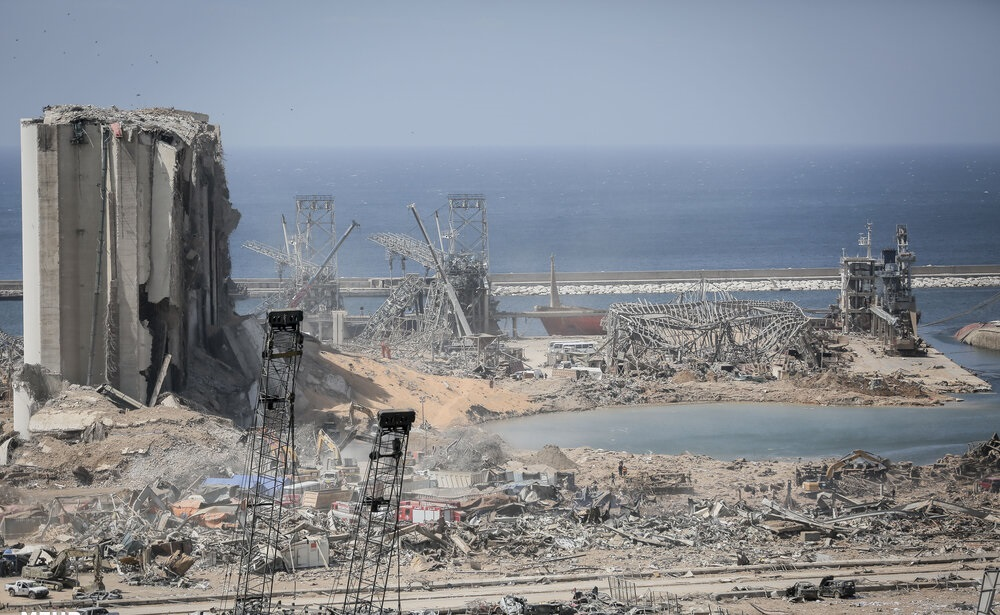
Destrosses ocasionades per l'explosió d'un magatzem de nitrat d'amoni al port de Beirut el 2020.

Les reaccions químiques dels explosius són reaccions molt ràpides, exotèrmiques i generen un gran volum de gasos que s'expandeixen violentament. Per exemple, la descomposició del nitrat d'amoni NH4NO3, emprat com a adob, en la fabricació d’explosius, en pirotècnia, en propergols sòlids, etc., en escalfar-se per damunt els 210 ºC dona òxid de dinitrogen N2O i aigua en estat gasós:
{\displaystyle {\rm {NH_{4}NO_{3}(s)\longrightarrow N_{2}O(g)+2\ H_{2}O(g)}}}

### Reaccions de precipitació
La formació d'un compost insoluble pot tenir lloc, en determinades circumstàncies, quan una dissolució que conté un catió específic es mescla amb una altra dissolució que conté un anió particular. El sòlid que se separa de la dissolució s'anomena precipitat. Els composts que contenen anions tals com el sulfur S2–, l'hidròxid OH–, el carbonat CO32– i el fosfat PO43– són freqüentment insolubles en aigua. Es formarà un precipitat si una dissolució que conté un d'aquests anions s'addiciona a una dissolució que conté un catió metàl·lic, com ara Fe2+, Cu2+ o Al3+.
{\displaystyle {\rm {Fe^{2+}\!(aq)+2\ OH^{-}\!(aq)\longrightarrow Fe(OH)_{2}(s)\downarrow }}}{\displaystyle {\rm {Al^{3+}\!(aq)+PO_{4}^{3-}\!(aq)\longrightarrow AlPO_{4}(s)\downarrow }}}

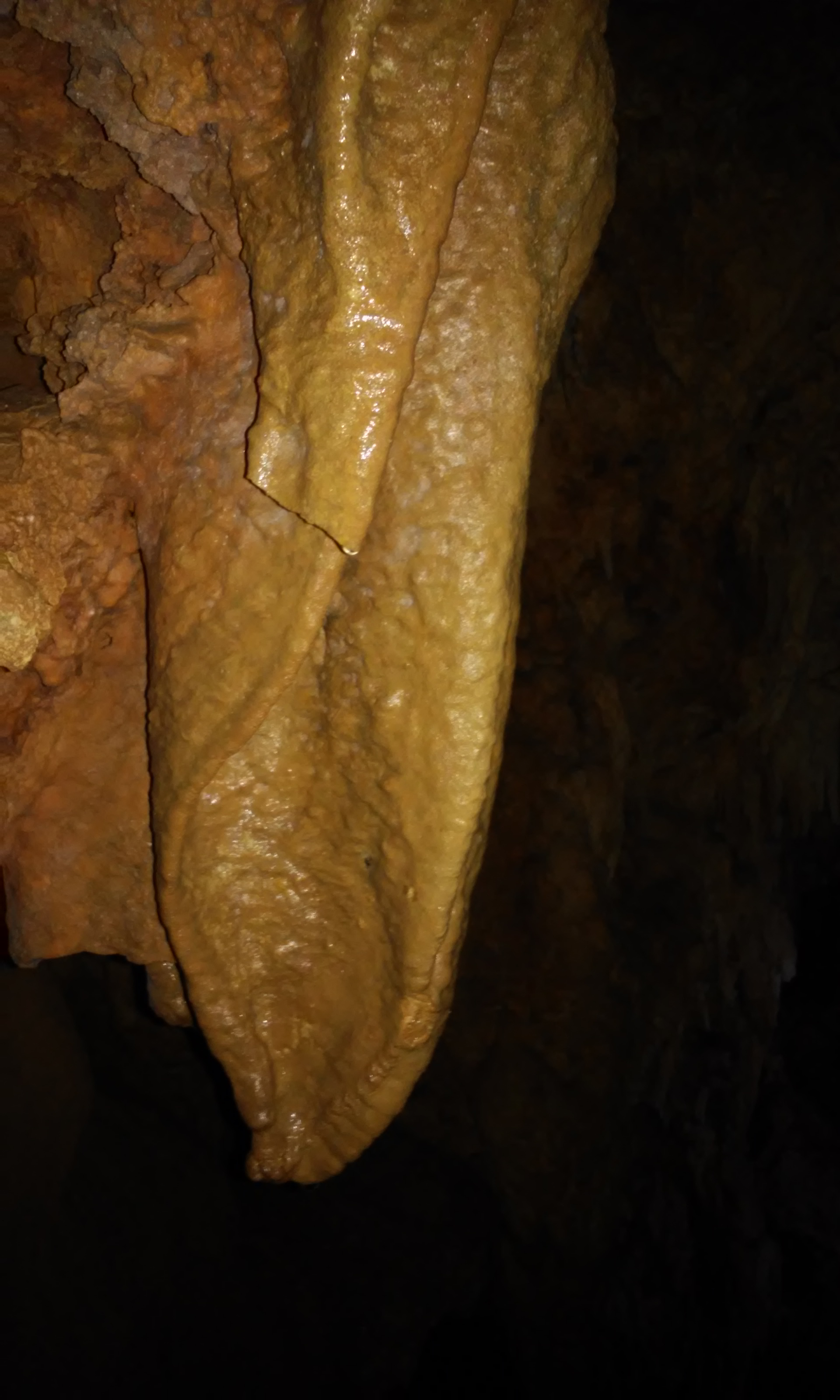
Una bandera és un tipus d'espeleotema produït a les coves per precipitació de carbonat de calci CaCO_{3}.

Els minerals estan constituïts per composts generalment insolubles en aigua. Les reaccions de precipitació en entorns naturals poden explicar la formació de dipòsits minerals en nombrosos casos, com és el cas de les fumaroles hidrotermals submarines, anomenades “fumaroles negres”, les quals formen sulfurs metàl·lics. També la formació d'espeleotemes, o espeleòlits, a l'interior de cavitats subterrànies o cavernes és deguda a la precipitació de carbonat de calci CaCO3 en evaporar-se l'aigua en el qual està dissolt.

### Reaccions àcid-base
Una reacció àcid-base o acidobàsica és un tipus de reacció química caracteritzat per l'intercanvi d'un o més ions d'hidrogen H+ entre espècies químiques que poden ser neutres (molècules, com l'aigua H2O o àcid acètic CH3CO2H) o carregades elèctricament (ions, com l'amoni NH4+, hidròxid OH−, carbonat CO32−). També inclou un comportament anàleg de molècules i ions que són àcids però no donen ions d'hidrogen (clorur d'alumini AlCl3 i el catió argent Ag+).
Els àcids són composts químics que mostren, en solució d'aigua, un gust picant, una acció corrosiva sobre els metalls i la capacitat de tornar vermells certs colorants vegetals blaus. Les bases són composts químics que, en solució, són sabonosos al tacte i es tornen blaus els colorants vegetals vermells. Quan es barregen, els àcids i les bases es neutralitzen mútuament i es produeixen sals, substàncies amb gust salat i cap de les propietats característiques ni dels àcids ni les bases. La reacció de neutralització entre l'àcid sulfúric H2SO4 i l'hidròxid de sodi NaOH dona sulfat de sodi Na2SO4 i aigua, i se simbolitza com:
{\displaystyle {\rm {H_{2}SO_{4}(aq)+2\ NaOH(aq)\longrightarrow Na_{2}SO_{4}(aq)+2\ H_{2}O(l)}}}

### Reaccions d'oxidació-reducció
Les reaccions d'òxidació-reducció, o redox, impliquen la transferència d'un o més electrons des d'un agent reductor cap a un agent oxidant. Això té com a efecte la disminució de la càrrega elèctrica real o aparent d'un àtom en la substància que es redueix, i l'increment de la càrrega elèctrica real o aparent d'un àtom en la substància que s'oxida. Exemples senzills de reaccions redox inclouen les reaccions d'un element amb l'oxigen. Per exemple, el magnesi, emprat en els ànodes de sacrifici per evitar la corrosió del ferro en vaixells i d'altres estructures, reacciona amb l'oxigen per formar òxid de magnesi MgO. La reacció es produeix quan cada àtom de magnesi cedeix dos electrons i s'oxida ({\textstyle {\rm {Mg\longrightarrow Mg^{2+}+2e^{-}}}}), mentre que cada àtom d'oxigen accepta dos electrons i es redueix ({\textstyle {\rm {O+2e^{-}\longrightarrow O^{2-}}}}).
Una altra reacció redox comuna és una de les etapes de l'oxidació superficial del ferro en aire humit. En aquest cas, el ferro metàl·lic s'oxida a hidròxid de ferro(II) Fe(OH)2, l'oxigen actua com a agent oxidant i es redueix a l'anió hidròxid OH–:
{\displaystyle {\rm {2\ Fe(s)+2\ H_{2}O(l)+O_{2}(g)\longrightarrow 2\ Fe(OH)_{2}(s)}}}

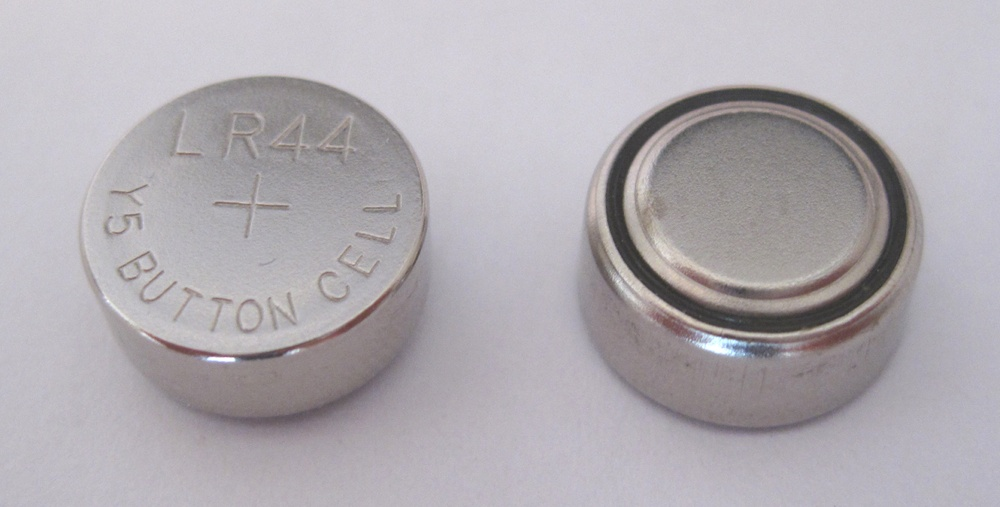
Piles de botó.

Les reaccions redox constitueixen la font d'energia de les piles elèctriques. El corrent elèctric generat per una pila s'origina per la transferència d'electrons des d'un agent reductor fins a un agent oxidant a través del circuit extern. En una pila seca comuna i en les piles alcalines, dos electrons per cada àtom de zinc es transfereixen a l'agent oxidant, convertint així el zinc metàl·lic en el catió Zn2+. En les piles seques, sovint emprades en llanternes, els electrons cedits pel zinc són acceptats pels cations amoni NH4+, presents a la pila en forma de clorur d'amoni NH4Cl. En les piles de botó, utilitzades en calculadores i rellotges, els electrons es transfereixen a un òxid metàl·lic, com ara l'òxid d'argent Ag2O, el qual es redueix a argent metàl·lic durant el procés.

#### Reaccions de combustió

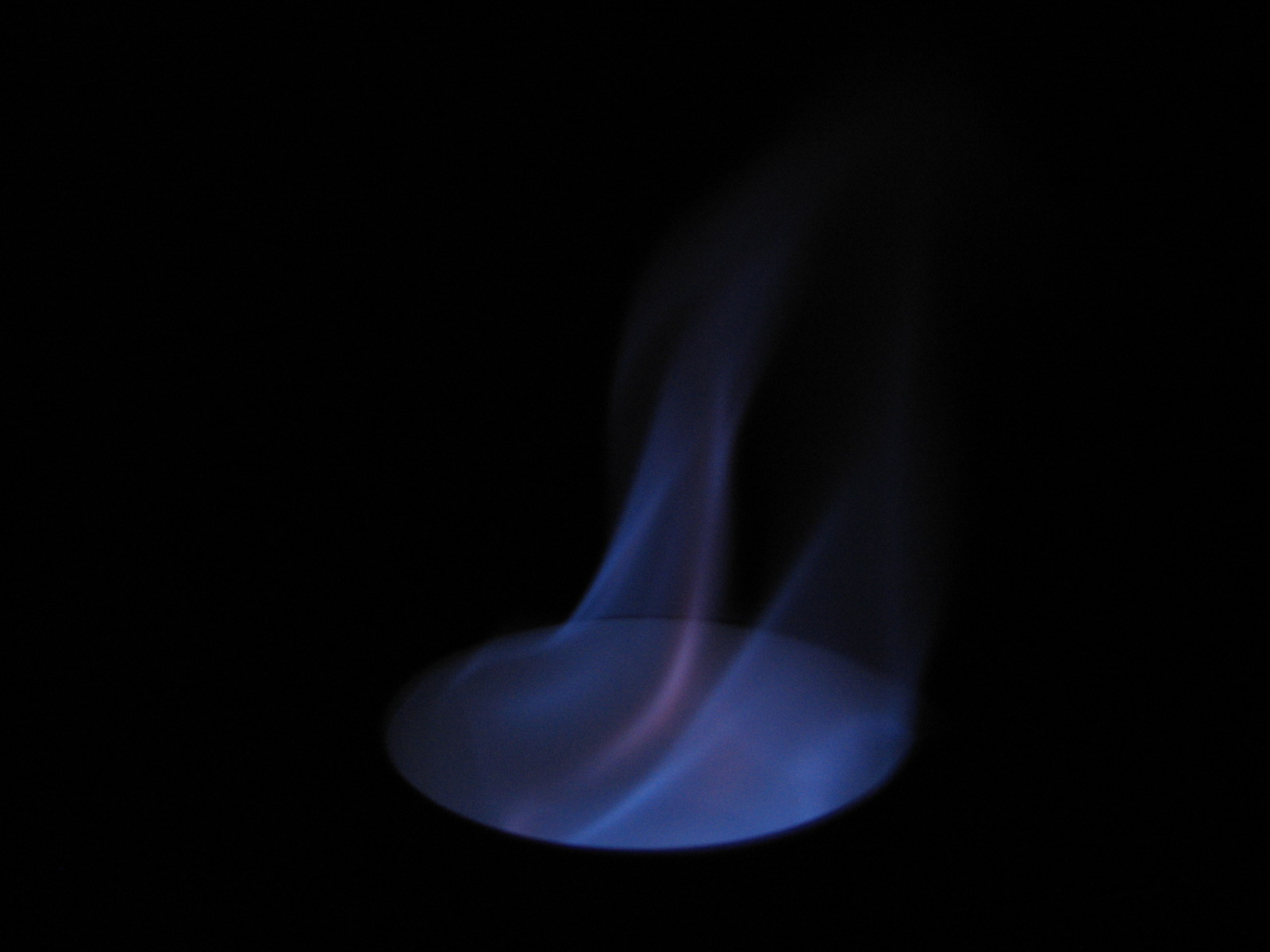
La combustió viva de l'etanol produeix una flama de color blau.

Les reaccions de combustió són un tipus de reaccions d'oxidació reducció altament exotèrmiques (l'entalpia de combustió és sempre negativa, {\displaystyle \Delta _{\mathsf {c}}H<0}) que es produeixen entre un combustible, un comburent i una font d'ignició, en la qual l'energia generada s'emet en forma de calor, per convecció, conducció i radiació i, de vegades, per sobrepressió explosiva. La naturalesa i les característiques dels productes resultants d'una reacció de combustió depenen de la composició química del combustible i de la manera en què s'ha produït la reacció. Habitualment, els composts gasosos que s'obtenen en una combustió, excepte el vapor d'aigua, són contaminants importants, ja sigui per la seva toxicitat (com el monòxid de carboni CO, els òxids de sofre SO2 i SO3, els òxids de nitrogen NxOy i els composts metàl·lics volàtils), o per desplaçament de l'oxigen de l'aire (és el cas del diòxid de carboni CO2). Per a la combustió de composts orgànics, que contenen només carboni, hidrogen i oxigen, es compleix l'equació general:
{\displaystyle {\rm {C_{\mathit {a}}H_{\mathit {b}}O_{\mathit {c}}+{\Bigl (}{\mathit {\mathit {a}}}+{\tfrac {\mathit {b}}{4}}+{\tfrac {\mathit {c}}{2}}{\Bigr )}O_{2}(g)\longrightarrow {\mathit {a}}\ CO_{2}(g)+{\tfrac {\mathit {\mathit {b}}}{2}}\ H_{2}O(g)\quad \quad \Delta _{c}{\mathit {H}}<0}}}

Avís de perill d'emprar un generador de corrent elèctric dins d'un lloc tancat per la producció de monòxid de carboni.

L'alliberament de calor d'una combustió pot ser amb flama (en aquest cas, es parla de combustió viva) o sense flama (en aquest cas, es parla de combustió lenta). Per aconseguir inflamar el combustible cal que s'escalfi prèviament fins a arribar al seu punt d'ignició. La combustió continua fins que es consumeix el combustible, la concentració de comburent disminueix per sota d'un valor mínim, s'elimina la calor de reacció o s'apliquen productes retardants en quantitat suficient per a inhibir la reacció.
Es diferencia entre combustió completa, quan el procés s'ha fet amb excés de comburent, com la del carboni amb excés d'oxigen que dona diòxid de carboni CO2:
{\displaystyle {\rm {C(s)+O_{2}(g)\longrightarrow CO_{2}(g)}}}
i combustió incompleta, quan el procés s'ha fet amb dèficit de comburent, com la del carboni amb defecte d'oxigen que produeix monòxid de carboni CO, un gas molt tòxic que produeix accidents mortals cada any pel funcionament deficient d'estufes i brasers.

Reacció de Friedel-Crafts que transforma el benzè en toluè en una primera etapa, i després en 1,4-xilè.

{\displaystyle {\rm {2\ C(s)+O_{2}(g)\longrightarrow 2\ CO(g)}}}

### Reacció orgànica
Les reaccions orgàniques són reaccions químiques que es donen entre compostos orgànics, compostos químics que contenen àtoms de carboni i d'hidrogen, sols o combinats amb altres elements, en l'estructura molecular. La majoria de les reaccions en l'àmbit dels éssers vius són d’aquest tipus. Els processos vitals es basen en les reaccions químiques de compostos orgànics d'estructura complexa com poden ser els enzims, hormones, proteïnes, hidrats de carboni, lípids i àcids nucleics.
Hi ha molts compostos de carboni, a causa de les característiques del seu l'àtom, un no-metall d'electronegativitat intermèdia que li permet enllaçar amb molts altres àtoms, tant electropositius, com electronegatius, i amb possibilitat de formar compostos lineals, ramificats, cíclics o aromàtics amb enllaços simples, dobles o triples suficients per mantenir l'estabilitat. La reactivitat dependrà de les característiques dels reactius, de l'existència d'enllaços, dels grups funcionals (determinant les reaccions químiques en les quals puguin participar) i els efectes electrònics que els grups de substituents (efecte inductiu o ressonant) puguin exercir.